# Ky Fan

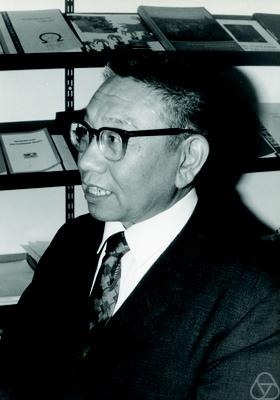
Ky Fan (1972)

Ky Fan (* 19. September 1914 in Hangchow; † 22. März 2010 in Santa Barbara) war ein chinesisch-amerikanischer Mathematiker.

## Karriere
Ky Fan graduierte 1936 an der Pekinger Universität und wurde 1941 an der Universität von Paris bei Maurice René Fréchet promoviert. Seine weitere akademische Karriere verlief in den Vereinigten Staaten.
Er war zwischen 1945 und 1947 Mitglied des Institute for Advanced Study an der Universität Princeton und hatte später Professuren an den Universitäten von Notre Dame, Wayne State University und Northwestern University inne, bis er schließlich 1965 an die University of California, Santa Barbara berufen wurde, der er auch bis zu seiner Emeritierung und danach als emeritierter Professor treu blieb. 1990 wurde ihm die Ehrendoktorwürde der Universität Paris-Dauphine verliehen.
Ky Fan war verheiratet mit Yu-Fen Fan.

## Werk
Ky Fan schuf wichtige Beiträge auf vielen Gebieten der Mathematik, vor allem der nichtlinearen Analysis. In der Matrizentheorie definierte er die Ky-Fan-Norm und zeigte, dass sie eine Norm ist. Weitere wichtige Beiträge finden sich in der konvexen Analysis (Ky-Fan-Ungleichung) oder der Approximationstheorie (der Satz von der besten Approximation von Ky Fan). Sehr bekannt ist der Fixpunktsatz von Ky Fan, der die traditionellen Fixpunktsätze auf mengenwertige Abbildungen verallgemeinert, und damit eine wichtige Grundlage zum Beispiel in der Spieltheorie bildet. Weitere Arbeiten von Ky Fan finden sich auf dem Gebiet der Topologie und der topologischen Gruppen sowie zur Kombinatorik (Lemma von Ky Fan).